# 木村季由
木村 季由（きむら ひでゆき、1966年5月13日 - ）は、日本のラグビー指導者。現在東海大学体育会ラグビーフットボール部監督とGMを務めている。現役時代のポジションはウィング(WTB)。

## 略歴
千葉県船橋市立二宮中学校時代は陸上の選手で高校からラグビーを始めた。
本郷高校、日本体育大学、日本体育大学大学院を経て、1998年、東海大学体育会ラグビーフットボール部の監督に就任。
2007年、監督として東海大学関東大学リーグ戦1部初優勝を果たす。